# StereoFot

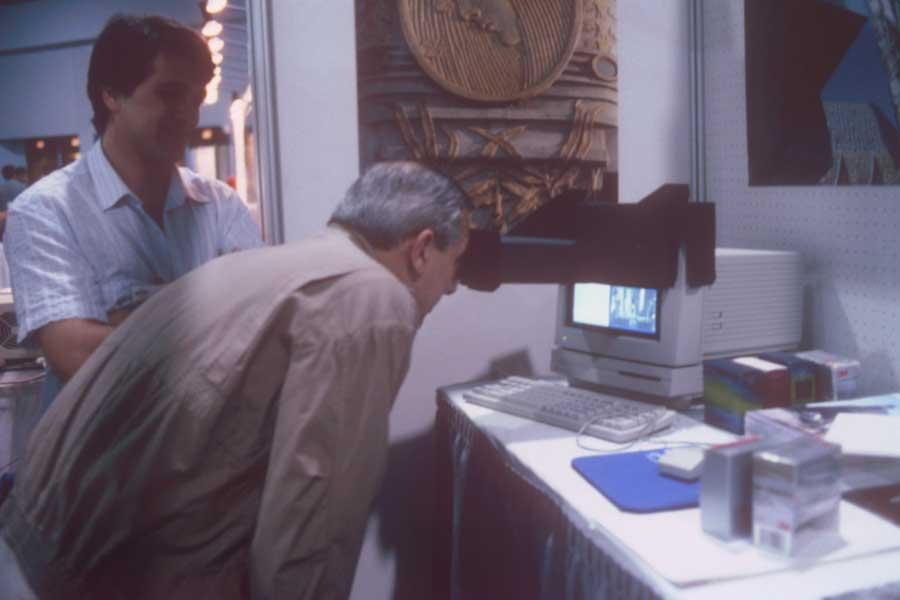
Computer Macintosh LC con visore

Stereofot (abbreviazione di stereofotogrammetria) è un software sviluppato per la restituzione on-line dei rilievi fotogrammetrici di monumenti della Basilicata danneggiati dal terremoto del 1980, effettuati dall'Unità Fotogrammetrica dei Vigili Urbani di Bari con la camera stereometrica Wild C120.
I rilievi fotogrammetrici, di cui sopra, sono disponibili su Internet sulla Carta dei Beni Culturali del Laboratorio di Fotogrammetria Architettonica del Politecnico di Bari, elaborata nell'ambito del progetto "Fotogrammetria e tutela del territorio", allegato all'accordo con convenzione per l'uso comune di apparecchiature fotogrammetriche-elettroniche, firmato il 19 gennaio 1985 tra la Regione Puglia (Assessorato alla Cultura) e l'Università degli Studi di Bari (Cattedra di Fotogrammetria Architettonica).

## Caratteristiche
Il software consente:
- visione stereo, con l'ausilio dello stereoscopio, di occhiali anaglifici o prismatici[3], o con assi visuali incrociati;
- fotogrammetria diretta, che consente il rilievo e la rappresentazione grafica dei punti presenti sulla coppia di fotogrammi stereometrici oppure la misura della distanza tra due punti;
- registrazione ed archiviazione dei dati rilevati;
- fotogrammetria inversa, che consente la rappresentazione sui fotogrammi di ipotetici punti del terreno ai fini della rappresentazione stereometrici di interventi progettuali per la trasformazione della realtà territoriale;
- fotopiano, cioè rappresentazione in scala e digitalizzazione di superfici piane fotografate;
- archivio aperto, cioè la costituzione di un archivio internazionale di Rilievi Fotogrammetrici di Beni Architettonici, duplicato e dislocato opportunamente in due centri sicuri;
- restituzione di rilievi fotogrammetrici eseguiti nel rispetto del caso normale ed ottenuti anche con camere digitali non metriche.

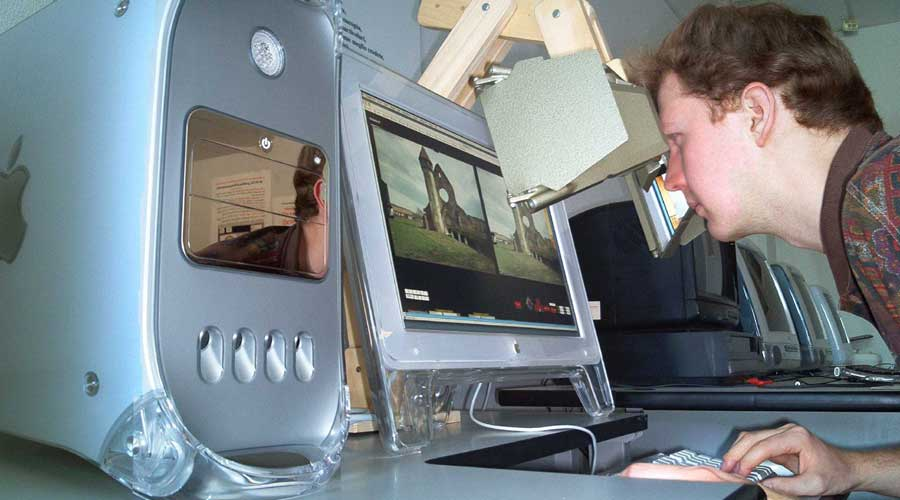
Lo stereoscopio Wild ST4 applicato allo schermo del Power Mac G4

## Storia
Nato con il nome Pluto e scritto nel linguaggio HyperCard, il programma StereoFot è nato, quasi per gioco, negli anni novanta, tra gli studenti del Corso di Fotogrammetria Architettonica della Facoltà d'Ingegneria di Bari e le sue schermate in bianco-nero indicano chiaramente la provenienza dal mondo dei videogiochi.
Obiettivo del software era la restituzione dei fotogrammi ottenuti con la camera stereometrica Wild C120, in dotazione al laboratorio di fotogrammetria architettonica e, per accogliere immagini a livello di grigio, fu riscritto nel linguaggio SuperCard (Stereofot 1.0) sfruttando le formule del caso normale.
Grazie all'interesse suscitato, è stato presentato al XIV International Symposium del C.I.P.A. (Comité International de Photogrammétrie Architecturale) tenuto a Delphi (Grecia) nell'ottobre 1991.
Nel 1992, onde sottrarlo agli interessi economici e garantirne l'uso gratuito, è stato registrato da Dario Daddabbo presso la Camera di Commercio di Bari ed è stato presentato (su un computer Apple Macintosh LC, dotato di visore e trasformato in restitutore digitale) al XVII Congresso dell'ISPRS (International Society for Photogrammetry and Remote Sensing), svoltosi a Washington dal 6 al 14 agosto.

schermata di StereoFot 7.01

Nel 1993, in occasione del 2º Convegno Internazionale di Fotogrammetria Architettonica, svoltosi a Bari nei giorni 26 - 27 - 28 maggio, il programma StereoFot è stato presentato quale software utilizzato per il primo esempio operativo del Centro Internazionale per la Documentazione Fotogrammetrica Digitale dell'Architettura Sacra, a conclusione di una ricerca avviata dalla Cattedra di Fotogrammetria Architettonica con i rilievi di numerose chiese della Basilicata, danneggiate dal sisma del 1980 e rilevate dall'Unità Fotogrammetrica del Corpo dei Vigili Urbani di Bari.
Con l'arrivo di Internet, per l'utilizzo via rete, è stato trasferito nel linguaggio Java, consentendo l'avvio di un catalogo on-line dei rilievi di monumenti danneggiati dal terremoto de 1980, effettuati dall'Unita Fotogrammetrica dei Vigili Urbani di Bari.
Onde stimolare gli studenti a cimentarsi nella rappresentazione di interventi di restauro con la modellazione stereometrica, è stata elaborata una versione con Adobe Flash.
Le novità introdotte dall'HTML5 hanno portato, infine, alla versione StereoFot 7.0.